# Titularbistum Ibora
Ibora ist ein Titularbistum der römisch-katholischen Kirche.
Es ist ein frühchristliches Bistum und gehörte der Kirchenprovinz Amasea an. Die heutige Stadt ist Turhal in der anatolischen Provinz Tokat (Türkei).
Ibora ist Geburtsstadt des christlichen Mönchs Euagrios Pontikos (Evagrius Ponticus) in den Wüstenklöstern Ägyptens, der zwischen 345 und 399 n. Chr. lebte.
| Titularbischöfe von Ibora |                                      |                                                                      |                   |                   |
| Nr.                       | Name                                 | Amt                                                                  | von               | bis               |
| 1                         | Francisco José de Souza Lima         | Weihbischof in Braga (Portugal)                                      | 11. Januar 1808   | 15. April 1811    |
| 2                         | Adrian Wlodarski                     | Weihbischof in Breslau (heute Polen)                                 | 18. März 1861     | 30. Mai 1875      |
| 3                         | Augustin Magloire Alexandre Blanchet | emeritierter Bischof von Nesqually (Washington, USA)                 | 23. Dezember 1879 | 25. Februar 1887  |
| 4                         | Émile Grouard OMI                    | Apostolischer Vikar von Athabaska Mackenzie Grouard (Kanada)         | 18. Oktober 1890  | 28. Februar 1930  |
| 5                         | James Edwin Cassidy                  | Weihbischof und Koadjutorbischof von Fall River (Massachusetts, USA) | 21. März 1930     | 28. Juli 1934     |
| 6                         | Julián Pedro Martínez                | emeritierter Bischof von Paraná (Argentinien)                        | 28. Juli 1934     | 26. Juni 1966     |
| 7                         | Vincent Victor Dereere OCD           | emeritierter Bischof von Trivandrum (Indien)                         | 24. Oktober 1966  | 31. Dezember 1973 |